# Secretario de Estado (Reino Unido)
En el Reino Unido, un secretario de Estado (en inglés, Secretary of State) es un ministro de Gabinete del Reino Unido a cargo de un departamento gubernamental —ministerio—. Así, por ejemplo, el Secretario de Estado para la Defensa es el ministro de Defensa del Reino Unido.
Hay un número de secretarios de Estado, cada uno llamado formalmente His Majesty's Principal Secretary of State for... (Secretario de Estado Principal de Su Majestad para...). La Legislación generalmente solo lo llama «El Secretario de Estado», sin especificar cual. En virtud de la Ley de Interpretación 1978 esta frase significa «uno de los Secretarios de Estado Principales de Su Majestad». Estas posiciones pueden ser creadas por delegación, a discreción del primer ministro.
No todos los ministerios o departamentos del Gobierno están encabezados por un secretario de Estado. Por ejemplo, el ministro que dirige el Ministerio de Hacienda y Finanzas, es el canciller de Hacienda).

## Historia
Los reyes del Reino de Inglaterra medieval siempre tenían presentes un eclesiástico, referido en un principio como clerk, y más tarde como secretary. Este se encargaba de la correspondencia real, aunque en ocasiones también aconsejaban a la Corona. Hasta los tiempos de Enrique VIII, quién reinó de 1509 a 1547, los reyes ingleses generalmente tenían un solo secretario, pero al final de su reinado apareció un segundo. No fue hasta el final del reinado de Isabel I (1558-1603) que estos funcionarios ganaron el título de «Secretario de Estado». Con la dirección de Asuntos Públicos pasando del Consejo Privado al gabinete tras 1688, los Secretarios de Estado empezaron a asumir las altas responsabilidades que ahora hacen de su oficina una de las más influyentes de una administración.
Tras la Restauración inglesa, los dos cargos llegaron a ser conocidos como Secretario de Estado para el Departamento del Norte y Secretario de Estado para el Departamento del Sur. Ambos se encargaban de los asuntos internos, pero se dividieron los Asuntos Exteriores, de forma que uno se encargaba de los estados protestantes del norte de Europa, y el otro de los estados católicos del sur. En 1782, se reorganizaron las responsabilidades entre los nuevos cargos de Secretario de Estado para el Departamento del Interior, encargado de las responsabilidades domésticas, y el Secretario de Estado para Asuntos Exteriores, encargado de las relaciones con otros estados.
Debido al incremento de los negocios por la unión con Escocia, un tercer Secretario de Estado se creó en 1708. Con un puesto vacante en la oficina en 1746, el tercer secretario desapareció hasta 1768, cuando el tercer Secretario, recientemente reinstituido, comenzó a hacerse cargo del creciente trabajo administrativo colonial
En 1782, la oficina fue abolida de nuevo, y el cargo de las colonias fue transferido al Secretario del Interior. Sin embargo, debido a la guerra de la Primera Coalición con Francia en 1794, la tercera secretaría reapareció para supervisar las actividades de la Oficina de Guerra. Siete años más tarde, los asuntos coloniales quedaron adjudicados a su propio departamento, la Colonial Office. En 1854, un cuarto Secretario de Estado se encargó exclusivamente del Departamento de Guerra, y en 1858, se creó un quinto Secretario, para asuntos con la India.
Estas cinco secretarías permanecieron sin modificar hasta el final de la Primera Guerra Mundial. En la década de la posguerra, fueron creadas tres nuevas secretarías de Estado: una para la Royal Air Force, separada de la Oficina de Guerra; otra para relaciones con los dominios británicos, separado de la Colonial Office; y finalmente, el ministro responsable de asuntos escoceses fue «ascendido» al nivel de Secretario de Estado.
De nuevo, esta situación permaneció sin cambios hasta el final de la Segunda Guerra Mundial. Tras la independencia de la India en 1947, la Oficina de la India y la Oficina de los Dominios se unieron en una sola Secretaría de Estado para Relaciones con la Mancomunidad de Naciones (Commonwealth). Un año antes, las Secretarías de Guerra y del Aire habían perdido su estatus como ministerios a nivel de gabinete debido a una reorganización del mando del Ejército Británico, que quedó subordinado a un nuevo Ministro de Defensa, abolida finalmente en 1964 y reemplazado por el Secretario de Estado para la Defensa. Unos años después, con la reducción del Imperio británico, las oficinas Coloniales y de Relaciones con la Commonwealth se unieron, y en 1968 sus responsabilidades quedaron subordinadas bajo la Secretaría de Asuntos Exteriores.
Para entonces, sin embargo, todo el concepto de «secretaría de Estado» había quedado transformado, ya que el primer ministro Harold Wilson empezó en 1964 un proceso de transformar casi todos los Ministerios y Presidentes de la Junta en Secretarías de Estado. Al final del siglo XX, virtualmente todos los ministros de gabinete eran secretarios de estado, con la notable excepción del ministro de Hacienda. Contrastando con la estabilidad general de las Secretarías antes de la década de los 60, en la actualidad el número y las responsabilidades de las secretarías ha sido muy fluido. Tan solo las Secretarías del Interior y de Asuntos Exteriores, las dos secretarías originales, han mantenido una estructura consistente.

## Secretarías actuales
- Primer Secretario de Estado y Secretario de Estado para Asuntos Exteriores y la Mancomunidad de Naciones (referido normalmente como Secretario de Exteriores) (1682, tomó su nombre actual en 1968)

- Secretario de Estado para el Departamento del Interior (referido normalmente como Secretario del Interior) (1782)
- Secretario de Estado para Escocia (1926)
- Secretario de Estado para la Educación (2007, tomó su nombre actual en 2010)
- Secretario de Estado para la Defensa (1964)
- Secretario de Estado para Gales (1964)
- Secretario de Estado para el Trabajo y las Pensiones (1968)
- Secretario de Estado para Irlanda del Norte (1972)
- Secretario de Estado para el Transporte (1976; nombre no usado en 1979-1981)
- Secretario de Estado para la Salud (1988)
- Secretario de Estado para la Cultura, Medios de Comunicación y Deporte (1992; tomó su nombre actual en 1997, añadiendo "Olimpiadas" durante 2010-2012)
- Secretario de Estado para el Desarrollo Internacional (1997)
- Secretario de Estado para el Entorno, Comida y Asuntos Rurales (2001)
- Secretario de Estado para las Comunidades y el Gobierno Local (2006)
- Secretario de Estado para la Justicia y Lord Canciller (2007)
- Secretario de Estado para el Negocio, Innovación y Técnicas y Presidente de la Junta de Comercio (2007; tomó su nombre actual en 2009)
- Secretario de Estado para la Energía y el Cambio Climático (2008)

El título honorífico de Primer Secretario de Estado se entrega ocasionalmente. Ha existido desde 1962, y ha estado en uso continuo desde 2009.